# حقيقة عمياء
في الفلسفة المعاصرة، تعتبر الحقيقة العمياء الشيء الذي لا يمكن تفسيره. ولكي يتم رفض وجود الحقائق العمياء يجب الاعتقاد بأن كل شيء يمكن تفسيره. (وعبارة «كل شيء يمكن تفسيره» تسمى أحيانًا مبدأ العلة الكافية). وهناك طريقتان لتفسير شيء ما: قول ما سببه أو وصفه بمستوى أكثر «جوهرية». على سبيل المثال، حقيقة أن هناك قطة على شاشة جهاز الكمبيوتر لدي يمكن تفسيرها، بشكل أكثر «جوهرية»، كحقيقة أن هناك فولتات معينة لمجموعة من المعادن في شاشتي، والتي بدورها يمكن تفسيرها، بشكل أكثر «جوهرية»، كحقيقة أن هناك بعض الجسيمات دون الذرية تتحرك بطريقة معينة. إذا ما واصلنا تفسير العالم بهذه الطريقة ووصلنا إلى النقطة التي لا يوجد بها تفسيرات «أعمق»، إذًا فقد وجدنا بعض الحقائق العمياء أو التي لا يمكن تفسيرها، بمعنى أننا لا نستطيع أن نعطي لها تفسيرًا وجوديًا. وكما نفترض، فإن لدينا بعض الأشياء المجردة. ويمكننا فعل الشيء نفسه مع اختلاف التفسيرات السببية. إذا لم يصنع شيء دوي انفجار كبير بالسرعة التي يصنعها، فإن هذه حقيقة عمياء، بمعنى أنها تفتقر إلى تفسير سببي.

## الحقيقة العمياء / العلمية
ميز هنري بوانكاريه بين الحقائق العمياء وأوصافها العلمية، مشيرًا إلى الطريقة التي ظلت بها الطبيعة التقليدية للأخيرة دائمًا مقيدة بمسألة الحقيقة العمياء.
وقال بيير دوم إنه كما أن هناك أوصافًا علمية متعددة للحقيقة العمياء ذاتها، كذلك يمكن أن تكون هناك حقائق عمياء تحمل الأوصاف العلمية ذاتها.

## أنسكوم
استخدمت جيرترود مارغريت اليزابيث أنسكوم مفهوم الحقيقة باعتبارها حقيقة عمياء متعلقة ببعض الحقائق الأخرى - فالحقيقة العمياء لدفع فاتورة بتسليم بعض الأموال تستلزم على سبيل المثال وجود نظام عملة مؤسسي. وهكذا يبدو أن بعض الحقائق تعتمد على حقائق أخرى: فقطعة معينة من الورق تساوي عشرة دولارات يمكن تفسيرها من حيث خيارات الإنسان، والمعتقدات، والمؤسسات التي تدعم نظام العملة.

## سيرل
طور جون سيرل مفهوم أنسكوم عن الحقائق العمياء إلى ما أطلق عليه الحقائق المادية العمياء، مثل وجود ثلج على جبل افريست، وكما تتعارض مع الحقائق الاجتماعية والمؤسسية، فإنها تعتمد في وجودها على التوافق البشري. وهكذا اعتبر سيرل المال حقيقة مؤسسية، ولكنها ترتكز في نهاية المطاف على الحقيقة العلمية العمياء، إذا كانت قطعة من الورق أو حتى سجلاً إلكترونيًا.
اعتقد سيرل أن انتشار الحقائق الاجتماعية يمكن أن يخفي بناءها الاجتماعي واعتمادها النهائي على الحقيقة العمياء: وبالتالي نحن على سبيل المثال تدربنا منذ الطفولة (على حد قوله) على رؤية«ألياف السيليلوز تتلون باللون الأخضر والرمادي، أو الحديد المتقعر المطلي بالمينا يحتوي على ماء...[مثل]الدولارات، وأحواض الاستحمام الممتلئة».

## النقد
يُفهم أحيانًا أن مبدأ العلة الكافية يستلزم عدم وجود حقائق عمياء.

## كتابات أخرى
- "Brute Fact". Oxford Companion to Philosophy. 2005.
- Anscombe، G. E. M. (1958). "On Brute facts". Analysis. ج. 18 ع. 3: 69–72. JSTOR:3326788.
- Nicholas، Bunnin؛ Yu، Jiyuan (المحررون). "Brute fact". The Blackwell Dictionary of Western Philosophy.
- Rosen، Gideon (2010). "Metaphysical Dependence: Grounding and Reduction". في Hale، Bob؛ Hoffmann، Aviv (المحررون). Modality. New York: Oxford University Press. ISBN:9780199565818.
- Melamed، Yitzhak؛ Lin، Martin (2011). "Principle of Sufficient Reason". في Zalta، Edward N. (المحرر). The Stanford Encyclopedia of Philosophy (ط. Fall 2011).

## وصلات خارجية
- brute fact